# Фиалка собачья
Фиа́лка соба́чья (лат. Víola canína) — многолетнее травянистое растение рода Фиалка семейства Фиалковые.

## Морфологическое описание

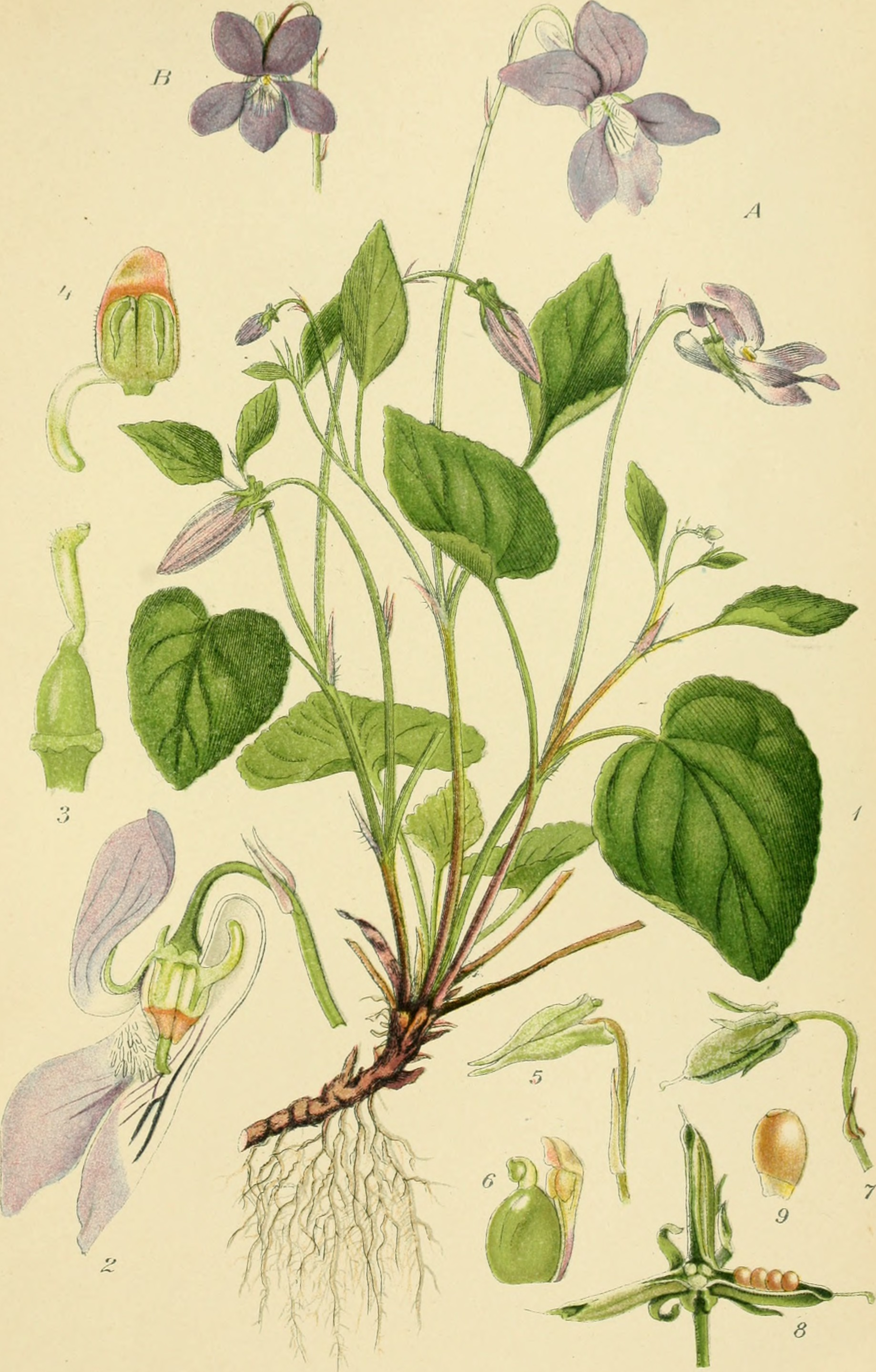

Многолетник высотой 5—15 см с тонким, коротким ветвистым корневищем. Стебли без прикорневых розеток, многочисленные (5—12), восходящие, образующие дерновники (куртинки). При плодах стебли несколько удлиняются. Все растение голое или слегка волосистое.
Стеблевые листья очередные, с черешками, равными по длине листовым пластинкам, голые или при основании слегка опушённые. Форма листьев от яйцевидной до ланцетной, листовые пластинки городчатые, мелкие (1−1,5 см), при основании сердцевидные. Прилистники средних стеблевых листьев ланцетные, короче трети их длины.
Цветков на одном стебле несколько, они расположены поодиночке на длинных пазушных цветоножках. Цветки 5-лепестные, обоеполые, неправильные, 15—18 мм длины, светло-синие, в зеве белые, со шпорцем, который длиннее придатков чашелистиков. Тычинок 5, завязь одногнездная с простым столбиком. Чашелистиков 5, линейных, с придатками около 2 мм длины.
Цветёт в мае-июне, иногда повторно в конце лета.
Плод — продолговато-яйцевидная, тупая, гранистая, голая, трёхстворчатая коробочка около 10 мм длиной. При созревании растрескивается, разбрасывая семена на расстояние до 1 м, где их подбирают муравьи и переносят ещё дальше от растения.
Диплоидное число хромосом — 40.

## Географическое распространение
Фиалка собачья — евразиатский бореальный лугово-лесной вид.
Общее распространение: Восточная Европа, Кавказ, Западная и Восточная Сибирь; Скандинавия, Средняя и Атлантическая Европа, Средиземноморье (северное), Малоазия.
В России распространена почти повсеместно в Европейской части, Предкавказье, на юге Сибири.

## Экология и фитоценология
Как и большинство многолетних трав, фиалка собачья по биологическому типу растений (по Раункиеру) относится к гемикриптофитам, у которых при отмирании на зиму надземных частей почки возобновления зимуют на уровне почвы.
Растёт на лугах, опушках, под пологом разреженных лесов разного состава, в зарослях кустарников, на полянах, по берегам водоёмов, насыпям и обочинам дорог. Как и многие виды фиалок, предпочитает лесные и опушечные биотопы, развиваясь на песчаных и супесчаных аллювиальных дерново-глеевых плохо дренированных почвах.
По отношению к трофности почвы фиалка собачья — мезотроф, а по отношению к влажности почвы — ксеромезофит.
Оптимальными микробиотопами для всех видов фиалок являются те, где виоленты отсутствуют или находятся в небольшом количестве. Но фиалка собачья, будучи в составе фитоценотипов патиентом (по Раменскому), имеет большее количество субоптимальных биотопов. Реакцией на субоптимальные условия обитания у фиалок является увеличение размеров вегетативных органов и уменьшение размеров цветка.
Фиалка собачья относится к умеренным ацидофилам (по Раменскому) и способна произрастать при значительной кислотности среды с pH 4,5—6,0 и таким образом служить индикатором на недостаток в почве извести.

## Консортивные связи
Фиалка собачья наряду с фиалкой болотной, земляникой и голубикой служит кормовым растением для дневной бабочки Перламутровки адиппы.

## Химический состав
Химический состав фиалки собачьей практически изучен мало.
Основными группами биологически активных веществ растений рода фиалки, в том числе и фиалки собачьей являются фенольные соединения и полисахариды, обладающие разносторонней биологической активностью. Полисахариды оказывают отхаркивающее, противовоспалительное, противоязвенное действие. Фенольные соединения проявляют противовоспалительную, антиоксидантную, ранозаживляющую активность.
В траве фиалки собачьей, по данным Бубенчикова Р. А., было выявлено наличие 43 соединений фенольной природы, которые в основном представлены флавоноидами, кумаринами и фенолкарбоновыми кислотами. Среди фенольных соединений в надземной части растения присутствуют (количественное соотношение в %): лютеолин (0,01), арбутин (5,94), феруловая кислота (10,73), хлорогеновая кислота (3,09), кофейная кислота (3,71), эллаговая кислота (0,04), витексин (8,10), апигенин (5,31), гиперозид (4,29), 4-оксикумарин (9,22), гисперидин (6,27), кверцетин (0,01), рутин (32,22), робинин (0,03), скополамин (0,20). Углеводный комплекс фиалки собачьей представлен водорастворимыми полисахаридными комплексами — 10,7 %, пектиновыми веществами — 16,8 %, гемицеллюлозами А — 4,2 %, и гемицеллюлозами Б — 4,7 % от воздушно-сухого сырья. В полисахаридном комплексе обнаружены моносахариды: глюкоза, галактоза, ксилоза, арабиноза, рамноза, галактуроновая и глюкуроновая кислоты.

## Хозяйственное значение
Фиалка собачья в хозяйственно-ботаническом отношении по кормовой оценке растений относится к III классу (растения, не представляющие кормовой ценности). К числу полезных свойств можно отнести медицинское и декоративное применение.

### Лекарственное применение
С лечебной целью в народной медицине используют траву и корни.
Растение содержит эфирное масло, антоцианы, салициловую кислоту, следы алкалоидов.
Обладает слабительным, мочегонным, противовоспалительным, мягчительным и обезболивающим свойствами. Препараты из корней используют как рвотное и слабительное. Настой травы применяется при опухолях, как отхаркивающее, при болезнях горла, бронхитах и ларинготрахеитах.

### Использование в декоративном садоводстве
Используется в цветниках, бордюрах, миксбордерах и на каменистых горках.